# Bảo tàng quốc gia Jeju
Bảo tàng quốc gia Jeju là bảo tàng quốc gia nằm ở Jeju, Hàn Quốc. Nó được mở cửa vào 15 tháng 6 năm 2001.

## Liên kết
- Trang chủ chính thức bảo tàng quốc gia Jeju Lưu trữ ngày 27 tháng 9 năm 2007 tại Wayback Machine